# Foederatio Emericana

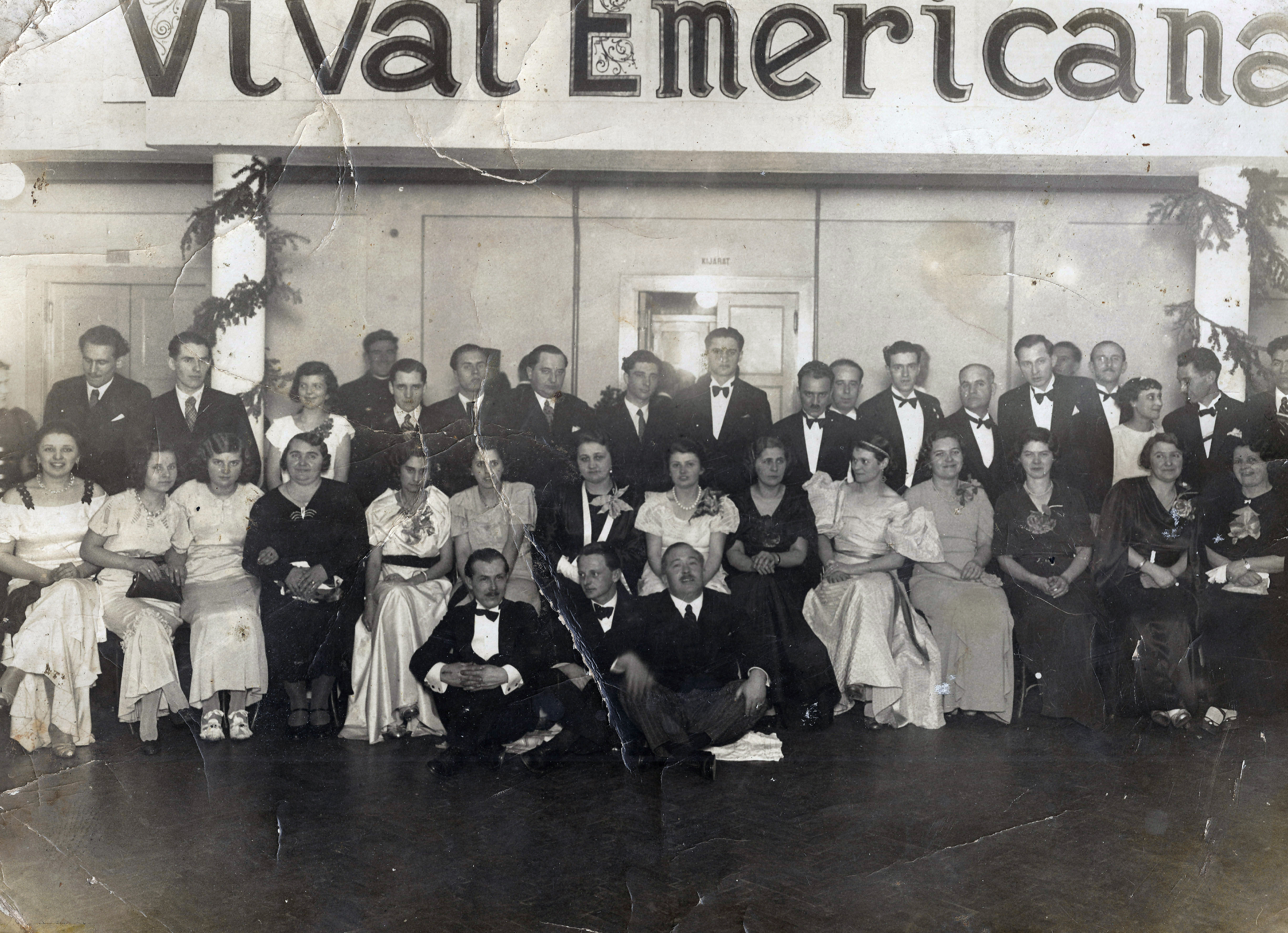
A Foederatio Emericana bálja 1931-ben

A Foederatio Emericana 1921–1946 között működő katolikus egyetemi és főiskolai hallgatók szövetsége, melyet Bitter Illés ciszterci szerzetes alapított. Nevüket Szent Imrétől vették. A két háború között a legnagyobb katolikus egyetemi ifjúsági szervezet. Céljuk a diákság keresztény alapokon való tanítása. A szervezet élén a Magister Magnus állt, helyettese a Magister Urbanus volt. Emellett működtek még a dominusok, akik a szervezet védnöki karának tagjai voltak, általában világi és egyházi közéleti személyiségek. 1946-ban Rajk László belügyminiszter feloszlatta.

## Története
A Foederatio Emericana, más néven Katolikus Magyar Egyetemi és Főiskolai Bajtársi Szövetség 1921-ben jött létre. Bittér Illés ciszterci szerzetes (később clairvaux-i apát) valamint Schwartz Elemér szintén cisztercita szerzetes és tanár alapították. A Horthy-korszak kezdetén több félkatonai, bajtársi szövetség alakult meg, mint Turul Szövetség, a műegyetemisták Hungária Magyar Technikusok Egyesülete vagy a legitimista Szent István Bajtársi Szövetség. Az Emericana vallási alapon szerveződött, a katolikus egyetemistákat és főiskolásokat fogta egybe, és a korszakot jellemző korporatív rendszerben, fakultásokként épült föl. A szervezeten a középkori hagyományok felelevenítése is érzékelhető.
A közösség élén a Vezérség állt, egyfajta elnökségként, melynek tisztségviselő tagjai voltak a Kommendátor (az Emericana vezetője), a Praeceptor (a kommendátor helyettese), Anonymus (az országos főtitkár), Magister Magnus (az Emericana főpapja) és az Archiadvocatusok (főügyészek) voltak. (A főtitkári tisztséget Schwartz Elemér töltötte be.) A szervezet szimbolikus vezetője a mindenkori magyar egyházfő, tehát az esztergomi érsek volt, lényegében tehát Serédi Jusztinián (pár évig Mindszenty József). Az Emericana társadalmi és bajtári csoportokból szerveződött egésszé, a társadalmi közösségek korporációkként jöttek létre, tagságukat 50 főben maximálták, azon belül kúriákat alkottak, melyek élén a senior állt. A már végzettekből (dominusok) jött létre a konvent, akiket a prior vezetett. Kezdetben csak férfi tagjai lehettek a szervezetnek, később azonban a nők bevonására is törekedtek (természetesen nem koedukáltan). A bajtársi részleg is fakultációkként jött létre, és az egyetemi tanárok vezetése alatt állt.
1942-ben 24 budapesti és további kb. 50 korporáció működött szerte az országban. Az Emericana diákszociális intézményeket is működtetett, 1923-ban diákétkezdét (Mensa Adalbertina) nyitott, havi rendszerességgel pedig folyóiratot is kiadott Emericana címmel.
Az diákszövetség nem vett részt a pártpolitikában, tagjaitól a katolikus vallás megtartását, és a katolikus hitből fakadó elvek gyakorlását várta el az élet minden területén, így a közéletben is. Az Emericana-t Serédi Jusztinián fellépése mentette meg attól, hogy a '40-es években egy egységes országos diákszervezetbe olvasszák. A második világháború után a pártállam kiépítésének idején azonban már nem sikerült megmenteni, más keresztény közösségekkel együtt 1946-ban Rajk László belügyminiszter rendelete feloszlatta a közösséget.

## Külső hivatkozások
- Foederatio Emericana szócikk. Magyar Katolikus Lexikon. lexikon.katolikus.hu
- Foederatio Emericana szócikk. Kereszténydemokrácia Tudásbázis, Barankovics István Alapítvány. barankovics.hu (Hozzáférés: 2015. április 20.) arch
- Spannenberger Norbert: Katolikus elitnevelés és rendi társadalompolitika. A Foederatio Emericana és a ciszterciek. In: A Ciszterci Rend Magyarországon és Közép-Európában Szerkesztette: Guitman Barnabás (Piliscsaba, 2009) 381-394.